# Passiflora cumbalensis
Passiflora cumbalensis (H. Karst.) Harms – gatunek rośliny z rodziny męczennicowatych (Passifloraceae Juss. ex Kunth in Humb.). Występuje naturalnie w Kolumbii, Ekwadorze oraz Peru. 

## Morfologia
PokrójZdrewniałe, trwałe, owłosione liany.
LiścieOwalne lub deltoidalne, sercowate u podstawy. Mają 7,5–14 cm długości oraz 3,5–16 cm szerokości. Całobrzegie lub lekko klapowane, ze spiczastym wierzchołkiem. Ogonek liściowy jest owłosiony i ma długość 11–45 mm. Przylistki są w kształcie nerki, mają 7–24 mm długości.
KwiatyPojedyncze. Działki kielicha są podłużne, różowe, mają 2,5–5 cm długości. Płatki są podłużne, różowe lub fioletowe, mają 2,5–5,5 cm długości. Przykoronek ułożony jest w jednym rzędach, purpurowo-biały, ma 1 mm długości.
OwoceSą jajowatego kształtu. Mają 5,5–9,2 cm długości i 1,5–4,5 cm średnicy.

## Zmienność
W obrębie tego gatunku wyróżniono 4 odmiany:
- Passiflora cumbalensis var. goudotiana (Triana & Planch.) L.K. Escobar
- Passiflora cumbalensis var. macrochlamys (Harms) L.K. Escobar
- Passiflora cumbalensis var. mesadenia (Killip) L.K. Escobar
- Passiflora cumbalensis var. sparrei (Holm-Niels.) Holm-Niels. & P. Jørg.